# Bungawalbin-Nationalpark
Der Bungawalbin-Nationalpark ist ein Nationalpark im Nordosten des australischen Bundesstaates New South Wales, 563 Kilometer nördlich von Sydney und rund 40 Kilometer südwestlich von Lismore.
Südlich des Parks befindet sich das staatliche Schutzgebiet Bungawalbin Nature Reserve, nördlich schließt sich die Bungawalbin Conservation Area an.